# Institut für Klassische Archäologie und Byzantinische Archäologie

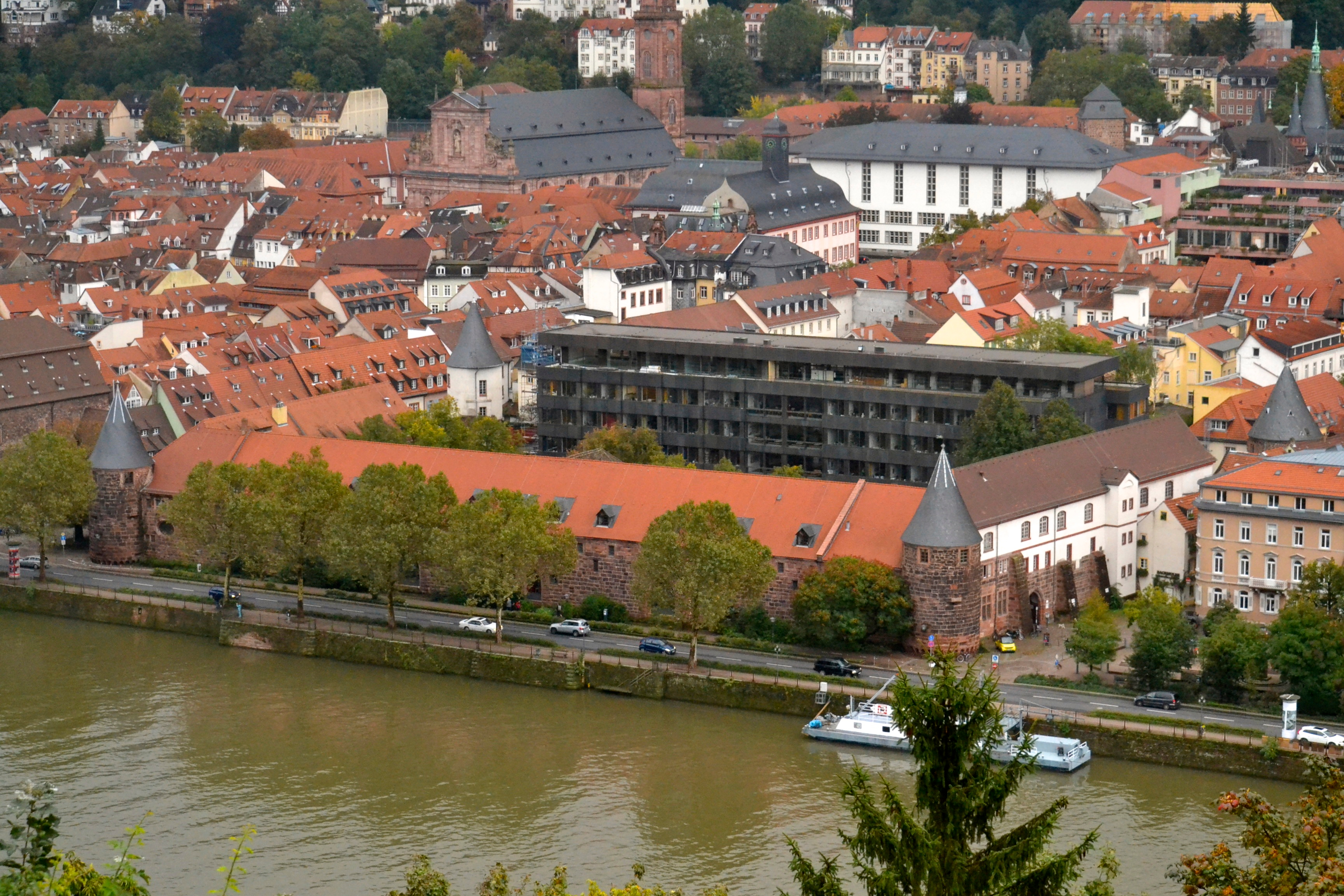
Blick auf die Heidelberger Altstadt mit dem Marstall und dem Neuen Kollegiengebäude mit seiner markanten Kupfer-Bronze-Fassade und dem Flachdach.

Das Institut für Klassische Archäologie und Byzantinische Archäologie der Ruprecht-Karls-Universität Heidelberg (bis 2004 Archäologisches Institut, 2004–2005 Seminar für Klassische Archäologie, 2005–2019 Institut für Klassische Archäologie) ist ein Universitätsinstitut für Klassische und Byzantinische Archäologie. Nachdem Archäologie bereits ab 1804, zunächst noch dem Fachbereich Klassische Philologie zugeordnet, in Heidelberg gelehrt wurde, erfolgte die Gründung des Institutes im Jahr 1866. Von zahlreichen namhaften Forschern geleitet, hat es seitdem verschiedene Schwerpunkte in Forschung und Lehre herausgebildet und widmet sich in einem weit gefassten Verständnis des Faches Klassische Archäologie beispielsweise auch der Erforschung der ägäischen Bronzezeit und der provinzialrömischen Archäologie. Es ist Sitz des Corpus der minoischen und mykenischen Siegel und betreibt das Antikenmuseum der Universität Heidelberg. Derzeit sind etwa 300 Studierende eingeschrieben. Das Institut ist im Kollegiengebäude am Marstall in der Heidelberger Altstadt untergebracht.

## Geschichte

### Anfänge der Archäologie in Heidelberg

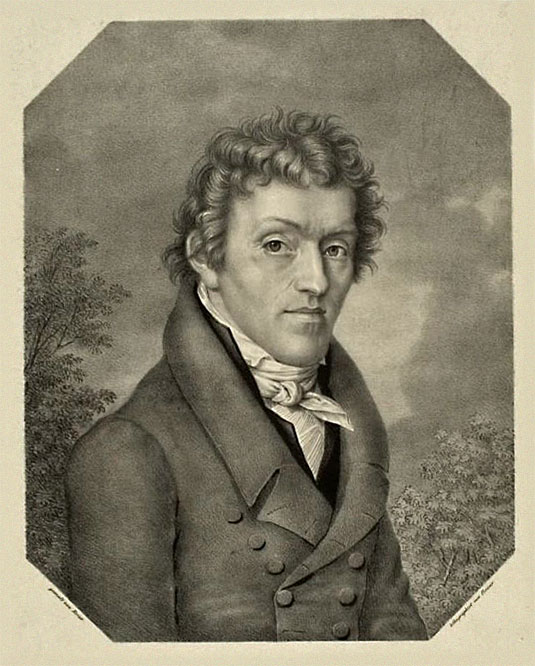
Georg Friedrich Creuzer, Lithografie von Joseph Nicolaus Peroux nach einem Gemälde von Jakob Roux.

Die Klassische Archäologie an der Universität Heidelberg geht auf den Altphilologen Friedrich Creuzer zurück, der 1804 an die Hochschule berufen wurde und dessen besonderes Forschungsinteresse der griechischen Mythologie galt. Davon ausgehend, beschäftigte er sich aber auch mit anderen Disziplinen der Klassischen Altertumswissenschaft. So hielt er während seiner gesamten Heidelberger Zeit archäologische Vorlesungen ab, ab 1807 in dem von ihm mitbegründeten „Philologisch-Pädagogischen Seminarium“, nach dessen Aufspaltung 1818 in dem daraus hervorgegangenen Philologischen Seminar. Ab 1810 bot er im zweijährigen Rhythmus systematische Veranstaltungen über Archäologie an, die zu dieser Zeit im Wesentlichen aus der kunstwissenschaftlichen Analyse der griechischen Kunst bestand. Obwohl er die Stadt Heidelberg äußerst selten verließ, nahm er durch seine Korrespondenz und Veröffentlichungen auch erheblichen Anteil an der internationalen Entwicklung der Archäologie. Daneben beschäftigte sich Creuzer auch mit der lokalen Frühgeschichte, so verfasste er 1833 ein Werk mit dem Titel „Zur Geschichte alt-römischer Cultur am Ober-Rhein und Neckar“ und beschrieb fünf Jahre später in einer Publikation ausführlich ein neu ausgegrabenes Mithräum aus dem römischen Heidelberg. Seine private Lehrsammlung aus Münzen und Gipsabgüssen wurde 1834 durch Stiftungen bedeutend erweitert und bildete als „Antiquarium Creuzerianum“ den Grundstock der späteren Antikensammlung des Instituts.
Auch der Nachfolger Creuzers, Karl Zell, war ursprünglich Philologe, wurde bei seiner Berufung im Jahr 1846 aber gezielt für eine „Professur für Archäologie“ nach Heidelberg geholt. Er machte sich mehr als Bildungspolitiker denn als Archäologe einen Namen und gehörte 1848 bis 1853 der Zweiten Kammer in der Badischen Ständeversammlung an. Am 18. Februar 1848 stellte ihm die badische Regierung erstmals Mittel für die Beschaffung von Lehrmitteln zur Verfügung. Ebenfalls 1848 erreichte er, dass die Universitätsbibliothek Räumlichkeiten zur Verfügung stellte, die sowohl für die archäologische Sammlung als auch für seine Vorlesungen genutzt werden konnten. Nach Zells Emeritierung 1855 wurde Karl Bernhard Stark dessen Nachfolger. Lange Zeit erfolglos beantragte dieser immer wieder die feste und regelmäßige Gewährung finanzieller Mittel für die Archäologie, bis sie ihm 1862 zugestanden wurde. Vier Jahre später wurde schließlich auch die Gründung eines eigenständigen archäologischen Institutes möglich.

### Gründung des Instituts und Entwicklung bis zum Ersten Weltkrieg
Die Einrichtung des neuen Instituts war eine eher formale Angelegenheit, die ohne große Feierlichkeiten vollzogen wurde. Im Jahr zuvor hatte eine Reform des Philologischen Seminars stattgefunden, seit der die Archäologie dort keine Rolle mehr spielte und so auch weniger Förderung erfuhr. Ihre institutionelle Emanzipation hatte also eher finanzielle als lehrpraktische oder wissenschaftliche Gründe. Bereits 1868 waren aber sowohl der Fachbereich Archäologie als auch die Bestände der Universitätsbibliothek derart angewachsen, dass das neugegründete Institut seine beiden bisherigen Räume verlassen musste und stattdessen das Gebäude Augustinergasse 7 aufkaufte. Nun wurde auch ein „Institutsdiener“ eingestellt, nachdem die Archäologie in Heidelberg vorher ausschließlich aus dem jeweiligen Professor bestanden hatte.
Stark war der letzte Lehrstuhlinhaber, der intensiv über die heutigen Fachgrenzen hinaus tätig war und sich neben römischen Fundstätten der Kurpfalz beispielsweise auch der Alten Geschichte sowie der Kunstgeschichte im Allgemeinen widmete und Prüfungen in Klassischer Philologie abnahm. Sein Nachfolger Friedrich von Duhn, der vier Jahrzehnte lang 1880 bis 1919 als Professor in Heidelberg tätig war, hatte dagegen keine institutionelle Verbindung zu den Nachbarfächern mehr. Für diese wurden eigene Lehrstühle und später eigene Institute eingerichtet (Alte Geschichte 1887 bzw. 1928, Neuere Kunstgeschichte 1893 bzw. 1911).

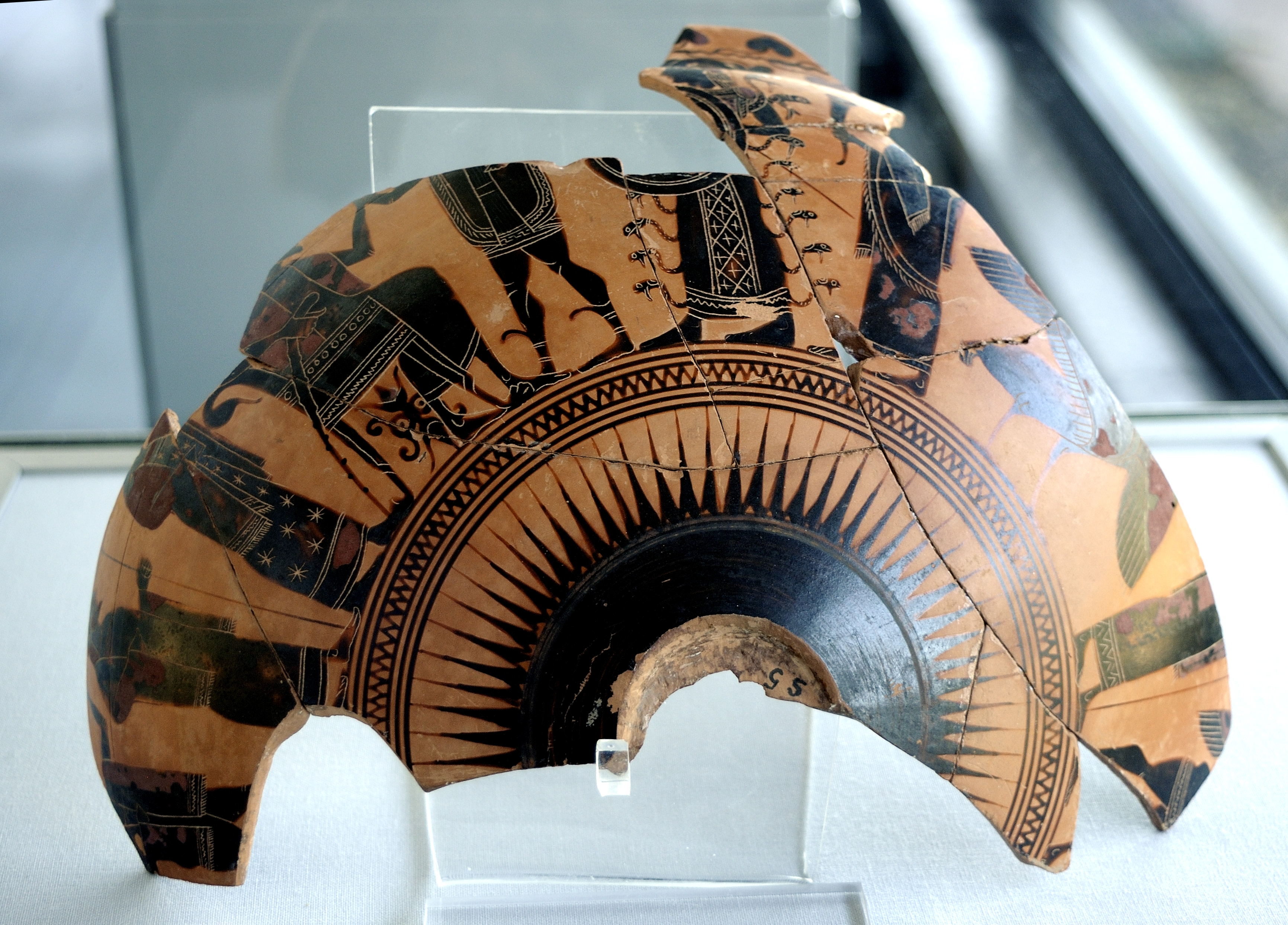
Die Namenvase des Heidelberger Malers wurde durch den Heidelberger Alumnus Robert Zahn für das Institut erworben. Von ihr leitet sich der Notname des Künstlers („Heidelberg-Maler“) her

Von Duhn leitete ebenso wenig wie sein Vorgänger große Ausgrabungsprojekte, wie sie zu dieser Zeit vielfach unternommen wurden. Dennoch unternahm er weite Reisen durch den Mittelmeerraum, besuchte Ausgrabungen anderer Forscher und beschäftigte sich mit deren Ergebnissen. So war er 1890 Teilnehmer der zweiten Troja-Konferenz, auf der Heinrich Schliemann seine Erfolge bei der Auffindung Trojas der Fachwelt präsentierte, und unterstützte dessen Lokalisierung der antiken Stadt im heutigen Hisarlık. Gleichzeitig baute er – auch unter rücksichtsloser Überschreitung seines (immer wieder erhöhten) Budgets – die Sammlung des Instituts massiv aus, um mit der Entwicklung des Faches Schritt zu halten. Daher erwarb das Institut 1881/1882 die Nachbarhäuser Schulgasse 2/4 und errichtete 1885 anlässlich des fünfhundertjährigen Universitätsjubiläums einen Oberlichtsaal im Innenhof des Gebäudekomplexes für Gipsabgüsse des Parthenonfrieses. Darüber hinaus unternahm von Duhn mit seinen Studenten Exkursionen in andere Sammlungen in Deutschland und führte Zeichen- wie Fotografierkurse ein, um auch technische Kenntnisse als Grundlage für die archäologische Arbeit zu vermitteln. 1903 wurden im sogenannten Museumsgebäude (das nun „Neues Kollegienhaus“ genannt wurde und an der Stelle der heutigen Neuen Universität am Universitätsplatz lag) Räumlichkeiten für das Archäologische Institut frei, sodass der Lehrstuhl dorthin umzog und die bisherigen drei Gebäude in der Augustiner- und Schulgasse komplett für die Sammlung genutzt werden konnten. Friedrich von Duhn erwarb sich durch seine Tätigkeit in Heidelberg einen internationalen guten Ruf und baute ein großes Netzwerk aus ehemaligen Studenten und anderen Fachkollegen auf, wodurch auch das Ansehen des Instituts entscheidend gesteigert wurde.

### Das Institut in der Zeit der Weltkriege

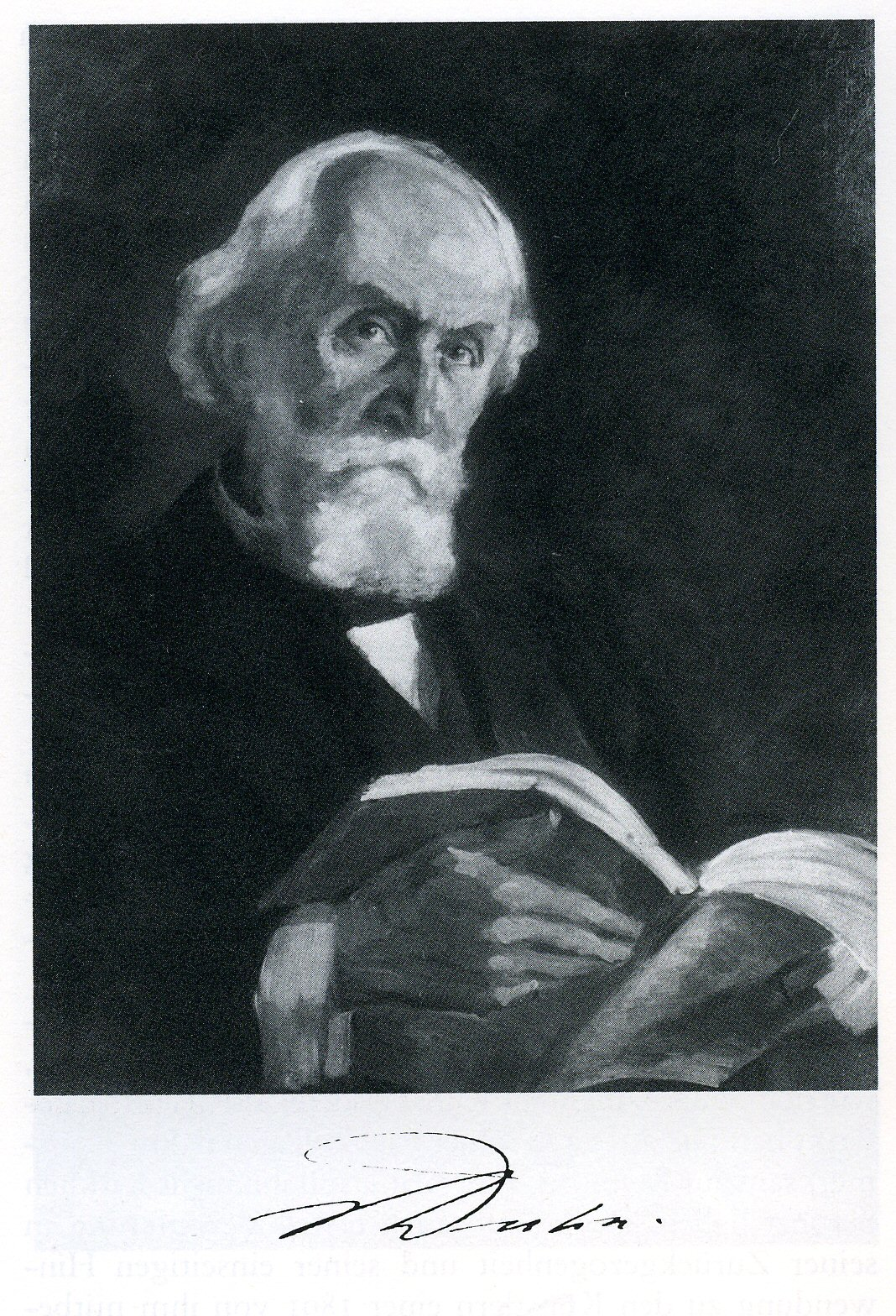
Friedrich von Duhn im hohen Alter, Gemälde von Ludwig Würzele aus dem Jahr 1926.

Die personellen Verluste des Archäologischen Instituts im Ersten Weltkrieg sind nicht genau zu ermitteln; unter anderem kamen drei Assistenten und der Institutsdiener zu Tode. Die Lehre wurde während dieser Zeit aber fortgeführt, wobei durch die allgemeine Mobilmachung der Frauenanteil unter den Studierenden stark anstieg (nachdem er sich nach Zulassung des Frauenstudiums im Jahr 1900 hatte zunächst nur langsam erhöht hatte). Als Friedrich von Duhn 1920 emeritiert wurde, war das Institut renommiert und gut ausgestattet, auch wenn der Krieg die deutsche Forschung international isoliert hatte. Für die Nachfolge auf dem Lehrstuhl wurde zunächst Robert Zahn, nach dessen Ablehnung dann der angesehene Archäologe Ludwig Curtius ausgewählt, der bis zu seiner Berufung zum Direktor der Abteilung Rom des Deutschen Archäologischen Instituts 1928 in Heidelberg tätig war. Da die Antikensammlung mittlerweile nicht mehr in der Lage war, einen repräsentativen und zeitgemäßen Querschnitt der gesamten Archäologie wiederzugeben, konzentrierte er sich verstärkt auf den Aufbau der Institutsbibliothek sowie der Photothek und Diasammlung. Daneben machte er sich als Verfasser populärwissenschaftlicher Bücher einen Namen, die über Jahrzehnte hinweg einen breiten Leserkreis erreichten.
An Curtius’ Stelle wurde 1929 Arnold von Salis als Professor an das Institut geholt, nachdem Karl Lehmann-Hartleben den Lehrstuhl ein Jahr lang vertreten und Ernst Buschor eine Berufung an die Universität München derjenigen nach Heidelberg vorgezogen hatte. Als sauberer Methodiker, der „die innere Gesetzmäßigkeit der [stilgeschichtlichen] Entwicklung“ zu erfassen und die Formgeschichte umfassend zu berücksichtigen versuchte, bezog Salis in größerem Maße als seine Vorgänger auch künstlerisch schlichte Fundstücke in Forschung und Lehre mit ein. Er hatte allerdings mit verschiedenen organisatorischen Widrigkeiten zu kämpfen, so der erzwungenen Einlagerung der Abgusssammlung in feuchte Kellerräume, wodurch die Objekte einige Schäden erlitten. Noch 1929 wurde das Kollegienhaus am Universitätsplatz abgerissen und das Archäologische Institut zog mit anderen altertumswissenschaftlichen Instituten in den Weinbrennerbau am Marstallhof um. In den Jahren nach 1933 verhielt sich von Salis, der Schweizer und kein überzeugter Nationalsozialist war, in seiner Forschung sehr unpolitisch. 1940 wurde er an die Universität Zürich berufen, an seine Stelle traten in Heidelberg kommissarisch Fritz Schachermeyr und 1941 dann der Archäologe Reinhard Herbig.
In manchen Schriften Herbigs lässt sich eine gewisse ideologische Färbung nachweisen, ebenso wie bei manchen anderen Institutsangestellten, zumal diese bei ihrer Einstellung grundsätzlich auf Systemkonformität geprüft wurden. Dennoch setzte Herbig entgegen den NS-Leitlinien seine etruskologischen Forschungen fort und in den meisten Arbeiten der Heidelberger Archäologen und vor allem in der Lehre lässt sich kein direkter nationalsozialistischer Einfluss ausmachen. Angelos Chaniotis und Ulrich Thaler kommen in ihrer Untersuchung zu dem Ergebnis, die Archäologie sei als einziges altertumswissenschaftliches Fach der Universität zwischen 1933 und 1945 „von nationalsozialistischen Aktivisten weitgehend verschont“ geblieben. Der Zweite Weltkrieg brachte ab 1939 einen gewissen Personalmangel durch die Einziehung von Mitarbeitern, aber bis kurz vor Kriegsende keine wirkliche Störung von Forschung und Lehre. Bei der Wiedereröffnung des Lehrbetriebes 1946 wurde Herbig sofort als „nicht belastet“ eingestuft.

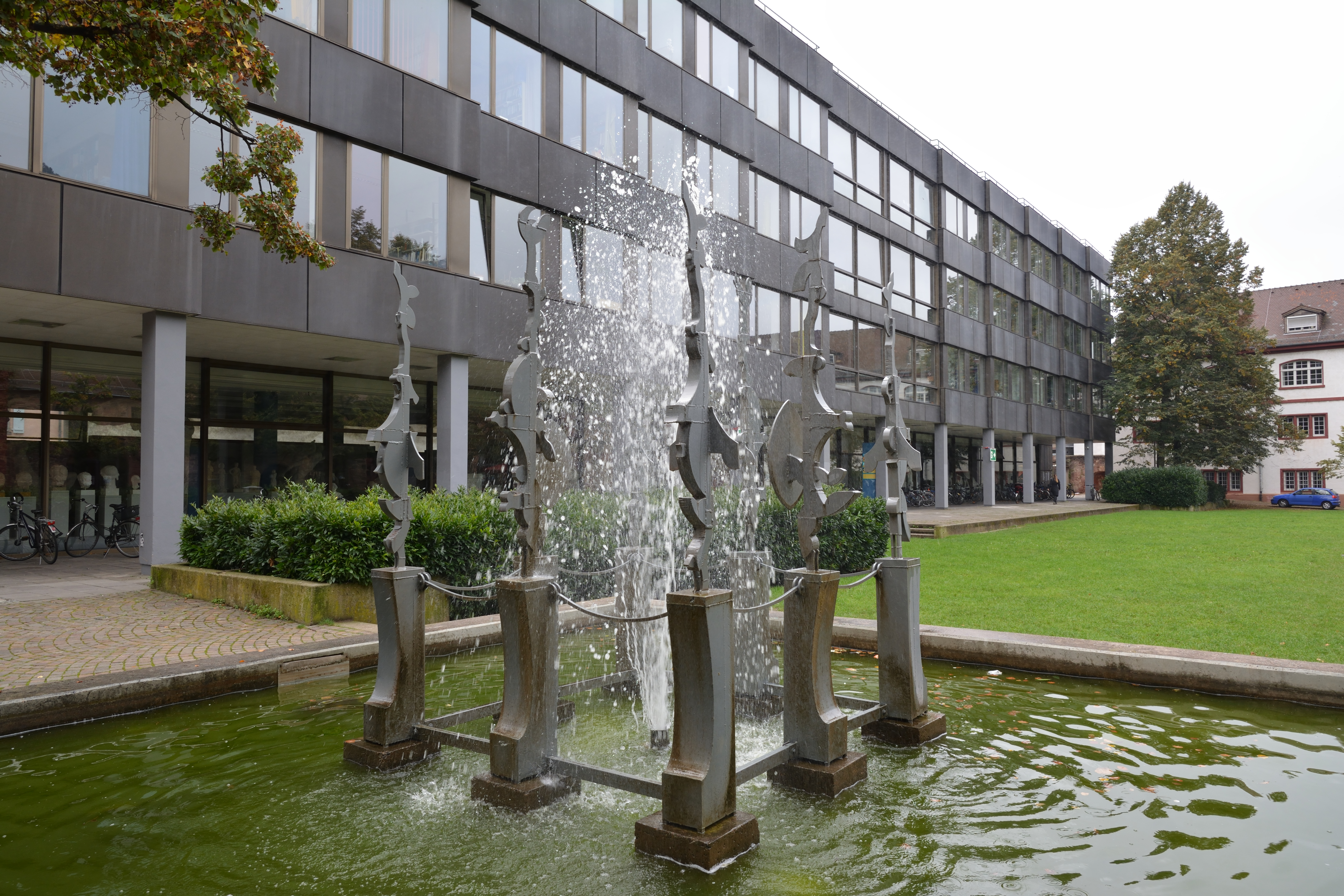
Das 1963–1972 errichtete Kollegiengebäude am Marstall, in dem seitdem das Institut für Klassische Archäologie untergebracht ist

### Entwicklung seit 1945
Nachdem 1946 der langjährige Institutshausmeister und Fotograf Anton Heppler als „Belasteter“ der NS-Zeit entlassen worden war, konnte das Institut den renommierten Archäologiefotografen Hermann Wagner gewinnen, der bis 1961 am Institut blieb und dabei bis 1953 auch Hausmeistertätigkeiten übernahm und nebenbei als Restaurator für Metallobjekte wirkte. Das erste große Ereignis nach dem Krieg war das hundertjährige Jubiläum des Antikenmuseums, das 1948 mit einer Sonderausstellung, einem dazugehörigen Katalogband („Die Welt der Griechen“), einer Aufsatzsammlung zu Exponaten des Antikenmuseums („Ganymed – Heidelberger Beiträge zur antiken Kunstgeschichte“), einer Vortragsreihe (publiziert 1950 unter dem Titel „Vermächtnis der antiken Kunst“) und einem Festakt begangen wurde. Herbig verbrachte dazu die im Krieg eingelagerten Bestände wieder in die Institutsgebäude und schuf die feste Stelle eines Institutsfotographen, die mit dem schon angestellten Wagner besetzt wurde. In der Forschung zeigte er sich nun betont unpolitisch und versuchte in der Lehre an die Zeit vor 1933 anzuknüpfen, unter anderem durch eine große Italien-Exkursion 1951. Nach seiner Berufung zum Direktor des Deutschen Archäologischen Instituts Rom 1956 vertrat Bernhard Neutsch den Lehrstuhl eineinhalb Jahre, bis Roland Hampe die Professur übernahm. Unter ihm waren die Ressourcen für eine bedeutende Erweiterung des Instituts vorhanden, unter anderem durch den Abriss des Weinbrennerbaus und den Bau des Neuen Kollegiengebäudes an dessen Stelle, in dem neben dem Institut ab 1971 auch Abgusssammlung und Antikenmuseum untergebracht werden konnten. 1960 wurde dafür der Posten eines Restaurators, 1963 auch der eines Konservators (bis 1992 Hildegund Gropengiesser, 1992–2017 Hermann Pflug) geschaffen. 1968 wurde Jörg Schäfer als Dozent eingestellt, woraus ein Jahrzehnt später die zweite Professur des Instituts erwuchs. Schäfer beschäftigte sich auch mit als abseitig betrachteten Themen wie antiken Häfen und wandte neuartige Herangehensweisen beispielsweise der Geoarchäologie an. Aber auch Hampe richtete in seiner Forschung den Blick auf wenig erschlossene Bereiche, kulturgeschichtliche Fragestellungen und innovative Methoden. Seine Arbeitsschwerpunkte waren die Darstellungen griechischer Mythen (so wurde 1972 eine Arbeitsstelle des Lexicon Iconographicum Mythologiae Classicae in Heidelberg eingerichtet) sowie das antike Handwerk, welches er in Zusammenarbeit mit dem Experimentalarchäologen Adam Winter und anderen Kunsthandwerkern sowie Naturwissenschaftlern intensiv untersuchte.
Nach der Emeritierung Hampes kam zum Sommersemester 1975 Tonio Hölscher nach Heidelberg, der dort bis zu seiner Emeritierung 2010 lehrte. Er berücksichtigte sehr unterschiedliche Quellengattungen der Antike und nutzte interdisziplinäre Herangehensweisen, um auch die politischen Aussagen und gesellschaftlichen Wirkungen von Kunstwerken analysieren zu können. Diese hintergründige Betrachtung antiker Objekte verschaffte ihm hohes wissenschaftliches Ansehen; 2005 wurde er mit dem Lautenschläger-Forschungspreis der Universität ausgezeichnet. Während seiner Amtszeit wurde das Institut noch stärker als zuvor ein (auch interdisziplinärer) Austausch- und Arbeitsort für internationale Forscher. Die Nachfolge Jörg Schäfers trat 1991 Wolf-Dietrich Niemeier an, der dessen Schwerpunktsetzung auf die ägäische Bronzezeit fortführte und besonders im Ausgrabungsbereich aktiv war. Nach Niemeiers Emeritierung wurde Diamantis Panagiotopoulos 2003 auf den zweiten Lehrstuhl berufen, dessen Schwerpunkt ebenfalls in der minoischen und der mykenischen Kultur liegt. Neben den genannten Lehrstuhlinhabern war eine Reihe weiterer bedeutender Forscher in Heidelberg tätig, und während forschungsbedingten Abwesenheiten Hölschers übernahmen zum Beispiel Luca Giuliani, Alain Schnapp und Barbara Borg dessen Aufgaben. 2002 wurde im Zuge der Schließung des Archäologischen Instituts an der Universität Mannheim der dortige Inhaber der Professur, Reinhard Stupperich, nach Heidelberg versetzt und für diesen somit ein dritter Lehrstuhl in Heidelberg geschaffen, der im Zuge von Stupperichs Emeritierung 2019 jedoch wieder wegfiel. Neben den traditionellen griechisch-römischen Schwerpunkten der klassischen Archäologie beschäftigte dieser sich besonders mit der Antikenrezeption, der Geschichte der Archäologie und der Provinzialrömischen Archäologie. Mit ihm zog die Redaktion der Zeitschrift Thetis und der Schriftenreihe Peleus nach Heidelberg um.
Aus Anlass des 150-jährigen Jubiläums der Antikensammlung wurden eine Sonderausstellung 1998 und ein internationales Symposion 1999 organisiert. Im Jahr 2004 schlossen sich die Seminare bzw. Institute für Ägyptologie, Alte Geschichte und Epigraphik, Christliche Archäologie, (Klassische) Archäologie, Papyrologie sowie Ur- und Frühgeschichte und Vorderasiatische Archäologie zum „Zentrum [bis 2005: Institut] für Altertumswissenschaften“ zusammen, wobei das Archäologische Institut seinen Namen in „Institut [bis 2005: Seminar] für Klassische Archäologie“ wechselte. Seitdem obliegt die Aufgabe der Institutsleitung nicht mehr standardmäßig dem Inhaber des ersten Lehrstuhls, sondern wechselt zwischen den Professoren. Im Zuge der stärker interdisziplinären Ausrichtung beteiligt sich das Institut von 2007 bis 2019 am Exzellenzcluster „Asien und Europa im globalen Kontext“, seit 2011 am Sonderforschungsbereich 933 „Materiale Textkulturen“ und seit 2012 am „Heidelberg Center for Cultural Heritage“. Ebenfalls 2011 wurde das Corpus der minoischen und mykenischen Siegel, das sich bis dahin an der Universität Marburg befunden hatte, nach Heidelberg überführt. Im gleichen Jahr wurde im Institut in Zusammenarbeit mit Experimentalarchäologen die Ausstellung „Die Inseln der Winde“ präsentiert, die seitdem an mehreren anderen Orten zu sehen war.

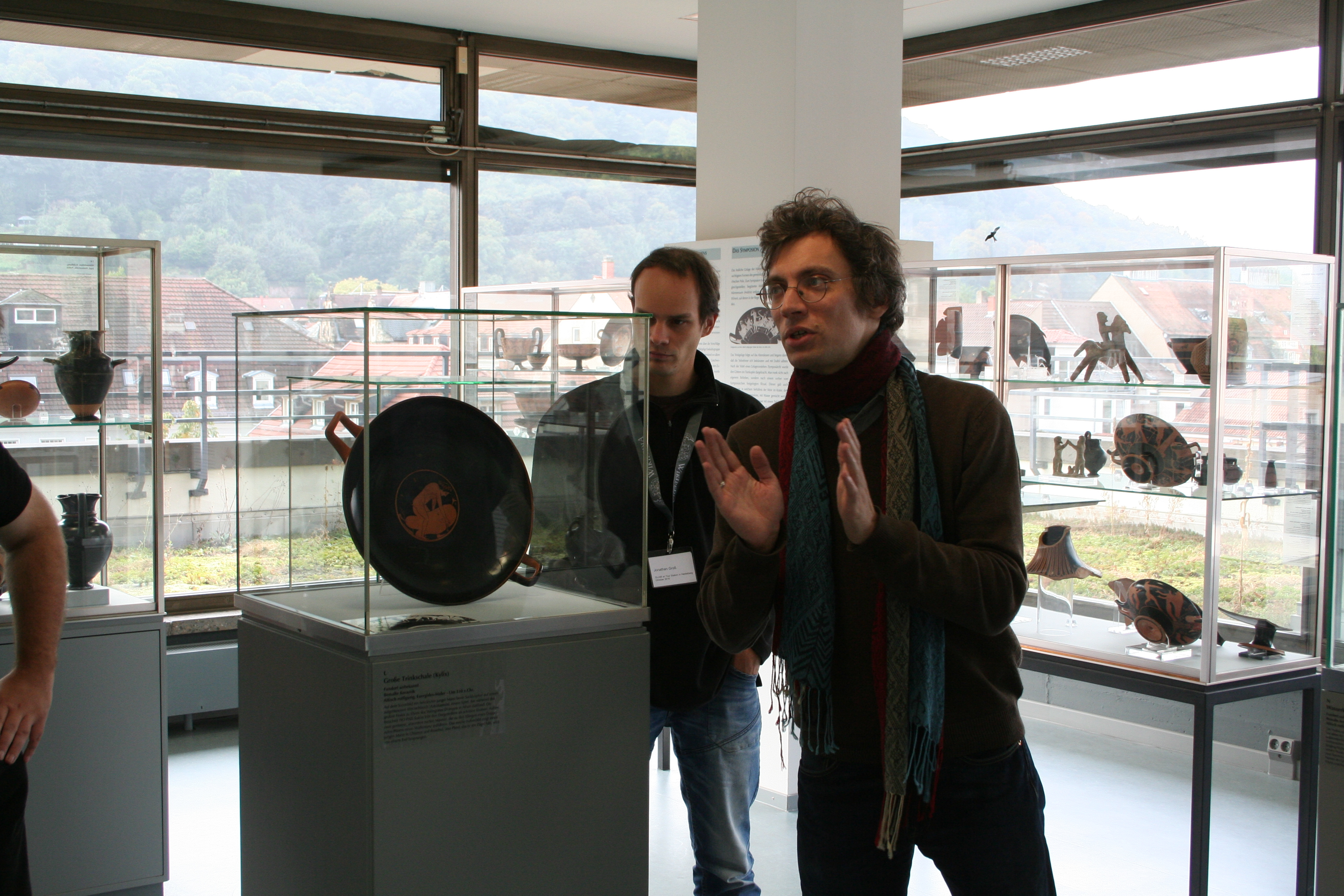
Nikolaus Dietrich bei einer Führung durch das Antikenmuseum

Nach mehreren Jahren, in denen kein Nachfolger für den 2010 emeritierten Tonio Hölscher gefunden und der Lehrstuhl durch Caterina Maderna vertreten wurde, erfolgte 2015 die Berufung Nikolaus Dietrichs als Juniorprofessor mit Tenure-Track. Dietrichs Schwerpunkt liegt im Bereich der Bildwissenschaft im Hinblick auf die Plastik der archaischen Zeit und die attische Vasenmalerei. 2015 wurde auch Maderna, deren Arbeitsgebiete sich von der antiken Skulptur über bild- und kulturtheoretische Themen bis zur Antikenrezeption erstrecken, als außerplanmäßige Professorin fest am Institut angestellt.
2016 wurde das 150-jährige Jubiläum des Instituts mit einem Festakt begangen und in einer Ausstellung und zugehörigem Katalog-Handbuch gewürdigt. 2019 erfolgte der Zusammenschluss mit dem Institut für Byzantinische Archäologie und Kunstgeschichte, der ehemaligen Christlichen Archäologie, zum neuen Institut für Klassische Archäologie und Byzantinische Archäologie.

## Forschung und Lehre

### Thematische Schwerpunkte
Das Heidelberger Institut für Klassische Archäologie hat keine offizielle fachliche Schwerpunktsetzung, sondern versucht alle Teilbereiche und die verschiedenen materiellen Quellengattungen der Archäologie des Mittelmeerraumes zu berücksichtigen. So waren Kunstwerke und Architektur des Altertums, aber beispielsweise auch Glasobjekte (durch die Untersuchungen von Brigitte Borell) und antike wirtschaftsgeographische Strukturen (beispielsweise in der Arbeit Jörg Schäfers) Thema der Forschung. Die archäologischen Befunde und Funde sollen dabei nicht als Selbstzweck untersucht, sondern als Wege zur Erhellung der historischen Hintergründe genutzt werden. In der Tradition Tonio Hölschers, aber auch seiner Vorgänger, werden dabei die griechische und römische Archäologie nicht isoliert voneinander, sondern in ihrem Zusammenhang betrachtet.
Entsprechend dieser Ausrichtung wurden die Stellen am Institut mit Wissenschaftlern sehr unterschiedlicher innerfachlicher Orientierung besetzt: Seit der Schaffung einer zweiten Professur waren die Inhaber des ersten Lehrstuhls eher bild- und kulturwissenschaftlich ausgerichtete Archäologen mit einem Schwerpunkt in der klassischen griechisch-römischen Zeit (Tonio Hölscher, Nikolaus Dietrich). Der zweite Lehrstuhl dagegen war bereits seit der Berufung seines ersten Inhabers Jörg Schäfer schwerpunktmäßig auf die griechische Frühzeit ausgerichtet, heute handelt es sich um die einzige Professur in Deutschland mit einem dezidierten Fokus auf der ägäischen Bronzezeit. Diese Epoche war bereits durch Roland Hampe intensiv erforscht worden, und auch Schäfers Nachfolger Niemeier und Panagiotopoulos untersuchen insbesondere die Archäologie der Ägäisregion (die international meist einen eigenen Studiengang darstellt). Der dritte Lehrstuhl, der von 2002 bis 2019 für Reinhard Stupperich existierte, hatte einen gewissen Schwerpunkt auf der provinzialrömischen Archäologie, die an der Universität Heidelberg im Gegensatz zu vielen anderen Hochschulen nicht als eigenes Fach gelehrt wird. Die Etruskologie als weitere Nebendisziplin der Klassischen Archäologie ist seit Friedrich von Duhn ebenfalls im Blickfeld des Instituts, neben Reinhard Herbig waren vor allem die außerordentlichen Professorinnen und renommierten Etruskologinnen Erika Simon (1958–1964) und Ingrid Krauskopf (2002–2010) in diesem Bereich tätig.

### Institutionelle Aufstellung und Studierende
Das Heidelberger Institut für Klassische Archäologie hat den Anspruch, eng mit den Nachbarfächern zusammenzuarbeiten, einerseits mit den anderen archäologischen Disziplinen, andererseits mit den verschiedenen Altertumswissenschaften, mit denen es seit 2004 das „Zentrum für Altertumswissenschaften“ bildet. Im Einzelnen bestehen zum Beispiel enge Kontakte mit dem Institut für Ur- und Frühgeschichte und seinem Direktor Joseph Maran auf dem Gebiet der südosteuropäischen Bronzezeit und mit dem Seminar für Alte Geschichte und Epigraphik (Direktor Christian Witschel und zuvor Géza Alföldy) unter anderem zu provinzialrömischen Themen. Daneben existiert eine Zusammenarbeit mit dem Institut für Wissenschaftliches Rechnen im Bereich der Digitalen Archäologie. Hinzu kommt die Einbindung des Instituts in interdisziplinäre Forschungs-Großprojekte wie den Sonderforschungsbereich 933 „Materiale Textkulturen“ (2011–2019) und das Exzellenzcluster „Asien und Europa im globalen Kontext“ (seit 2007).
Neben den Professoren, Privatdozenten und Wissenschaftlichen Mitarbeitern existieren für die spezifischen archäologischen Arbeitsanforderungen eine Restauratorenstelle, eine Konservatorenstelle und eine Fotografenstelle. Die Zahl der Studierenden betrug im Sommersemester 2016 211 im Hauptfach und 85 im Nebenfach. Die Bibliothek umfasst etwa 63.000 Medien (Stand 2017) und hat einen Schwerpunkt auf der minoisch-mykenischen Kultur, der antiken Mythologie und Religionsgeschichte sowie der Topographie des klassischen Altertums. Hinzu kommt eine Photothek aus etwa 50.000 Fotopappen sowie eine Diathek, die aber, seit Diaprojektoren in der Lehre keine Anwendung mehr finden, aus Platzgründen auf die Originalaufnahmen reduziert wurde. Um die wissenschaftlichen Aktivitäten des Instituts zu unterstützen und an die Öffentlichkeit zu tragen, wurde der Freundeskreis „Forum Antike“ gegründet.

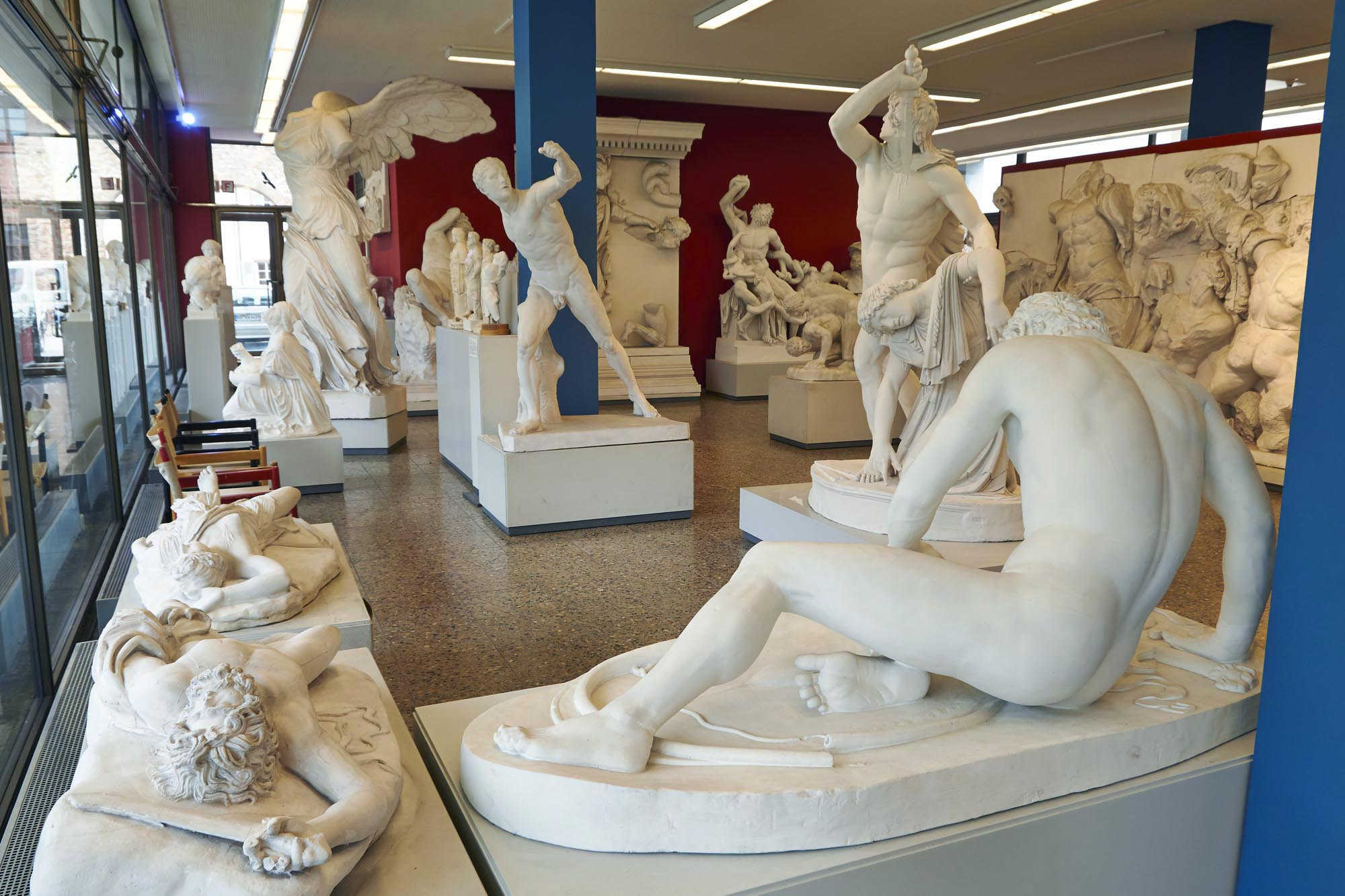
Blick in den Ausstellungsraum der Abgusssammlung

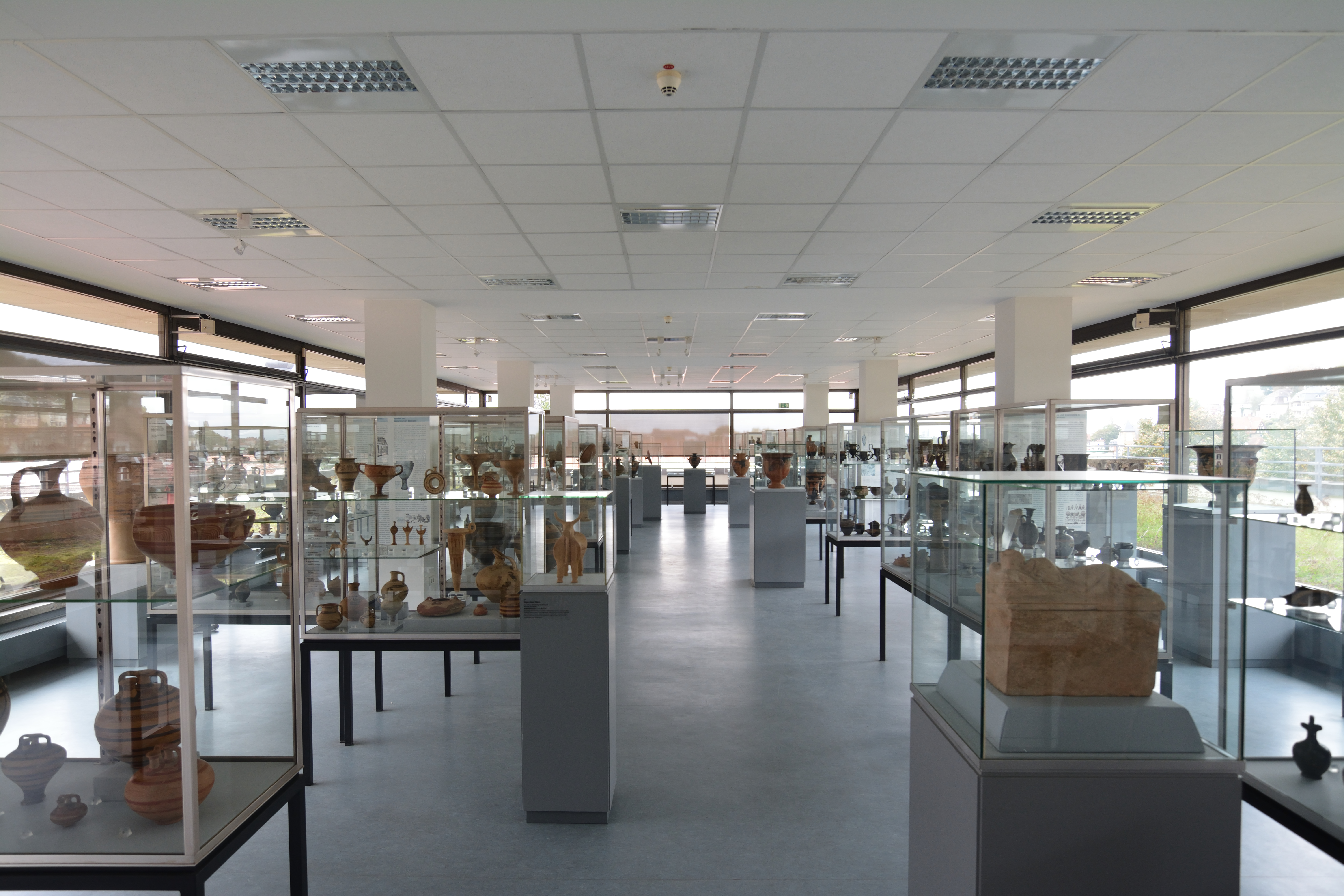
Blick in den Ausstellungsraum des Antikenmuseums

### Antikenmuseum und Abgusssammlung
Das Antikenmuseum und die Abgusssammlung, aus der privaten Antikensammlung des ersten Archäologieprofessors Friedrich Creuzer hervorgegangen, wurden durch die verschiedenen Lehrstuhlinhaber des Instituts in unterschiedlichem Maße, aber mehr oder weniger kontinuierlich ausgebaut. Nach mehreren Wechseln der Räumlichkeiten sind sie heute im Erd- und im Dachgeschoss des Neuen Kollegiengebäudes am Marstall untergebracht. Diese Räumlichkeiten sollen im Zuge der Renovierung des Gesamtbauwerks ab 2016 deutlich vergrößert werden.
Die Sammlung versuchen einen Querschnitt durch die antike Kunst von den frühen Mittelmeerkulturen bis in die römische Kaiserzeit zu bieten. Das Antikenmuseum zeigt vor allem Vasen und sonstige Tongefäße, umfasst daneben aber auch weitere Ton- sowie verschiedene Bronzeobjekte. Die Abguss-Sammlung umfasst etwa 15.600 Exponate und gehört damit zu den größten universitären Abgusssammlungen Deutschlands. Etwa 1.200 Abgüsse bilden Statuen, Porträts und Reliefs ab, der Rest kleinere Objekte wie Gemmen, Münzen, Terra Sigillata und Siegel. Daneben besteht eine Sammlung von etwa 5.000 Originalmünzen, die durch das „Heidelberger Zentrum für antike Numismatik“ verwaltet wird.